# Estádios no Caminho da Vida
Estádios no Caminho da Vida (dinamarquês: Stadier På Livets Vej) é uma obra filosófica de Søren Kierkegaard escrita em 1845. O livro foi escrito como uma continuação da obra Ou isso, ou aquilo: um fragmento de vida. Enquanto que Ou isso, ou aquilo: um fragmento de vida fala sobre os estádios estéticos e éticos da vida, esta obra continua até à consideração dos estádios religiosos.

## Primeira secção
O livro está dividido em três secções, a primeira das quais detalha um banquete, em que os convidados podem ser vistos como representativos dos diversos tipos de estetas. Alguns dos convidados podem mesmo identificados com alguns dos pseudónimos anteriormente usados por Kierkegaard em obras anteriores.
Numa referência consciente à obra de Platão, O Banquete, é determinado que cada participante faça um discurso, e que o tópico seja o amor. Para o leitor, no entanto, cada discurso é em última análise, uma desilusão. O jovem homem inexperiente, por exemplo, considera o amor como um quebra-cabeças perturbante. Para o sedutor, é um jogo a ser ganho, e para o designer de moda, é apenas um estilo, sem qualquer real significado, que ele pode controlar como qualquer outro estilo.

## Segunda secção
A segunda secção começa com a interrupção do banquete por parte do juiz Guilherme (autor da segunda parte de Ou isso, ou aquilo: um fragmento de vida), chegando de carruagem com a sua mulher. Os participantes observam uma conversa entre o juiz e a mulher. Entretanto, um manuscrito deixado à vista pelo juiz é roubado por um dos participantes. Trata-se de uma ode ao casamento, concebida pelo juiz como algo a preencher a natureza não poética do casamento. São descritas as razões para esta última lacuna, e explica como o casamento pode falhar por excesso de sentimentos românticos e eróticos assim com por falta deles. É assumida, aqui, uma caracterização do estádio ético da vida.